# Electronic Suspension Adjustment
ESA, das Electronic Suspension Adjustment, ist ein 2004 von BMW eingeführtes elektronisches Fahrwerkssystem für Motorräder.
Dabei kann über einen am Lenker angebrachten elektrischen Schalter die Dämpfung des vorderen und hinteren Federbeines verstellt werden. Zusätzlich kann die Federvorspannung des hinteren Federbeins verstellt werden, um das Fahrwerk auf unterschiedliche Beladungen und Fahrbahnzustände einzustellen.
Während zu Anfang der Technologie das ESA nur in der K 1200 S zum Einsatz kam, ist es heute in den meisten BMW-Motorrädern gegen Aufpreis erhältlich. Bei Telelever und Duolever Vorderradführungen mit Trennung von Radführung und Federung mit zentralen Federbein war diese Neuerung einfacher einzufügen als bei konventionellen Motorrad-Fahrwerken mit einer Teleskopgabel.
Die nächste Neuerung war das ESA II mit einer Federratenverstellung hinten. Es wurde eine zweite Feder dazugeschaltet. Dieses System debütierte in der R 1200 RT.
Das Gelände ESA, bei der auch vorn die Federbasis verstellt wird, kam 2008 in der R 1200 GS und R 1200 ĢS Adventure zur Modellüberarbeitung.
In der Mittelklasse Baureihe F800 gab es wahlweise eine vereinfachte Ausführung des ESA, bei dem nur die Zugstufendämpfung elektronisch verstellt werden kann. Die Federvorspannung hinten muss mechanisch mit einem Werkzeug an die Zuladung angepasst werden.
Das ungeregelte ESA-System wurde 2013 vom Dynamic ESA in der R 1200 GS abgelöst.
Den nächsten Sprung in der Entwicklung gab es 2014 in der HP4 mit dem dynamic damping control DDC, bei der auch die Dämpfung in der Up side Down Gabel geregelt wird. Dieses System erfordert am Vorderrad einen weiteren Federwegsensor, der den Fahrbahnzustand ermittelt. Dieses System wird als Semi aktives Fahrwerk bezeichnet.
Die nächste Funktionssteigerung erfolgte mit der Kombination der Federungseigenschaften mit den Rad-Schlupf-Systemen ABS und DTC und Gasannahme in den Fahrmodi. Es kam 2018 in der S 1000 RR zum Einsatz.
Andere Motorradhersteller bieten ähnliche Systeme an:
- Ducati sky hook
- KTM SCU.